# قلعة وبرج غرماور
قلعة وبرج غرماور (بالفارسية: قلعه و برج گرماور) هي قلعة وبرج تاريخية تعود إلى عصر قبل الإسلام، وتقع في مقاطعة سياهكل.